# کمانگران
کمانگران (به لکی: کمونگرۆن)، روستایی از توابع بخش قلقل‌رود شهرستان تویسرکان در استان همدان ایران است.

## جمعیت
این روستا در دهستان میان رود قرار دارد و براساس سرشماری مرکز آمار ایران در سال ۱۳۹۵، جمعیت آن ۱۸۵ نفر (۶۷ خانوار) بوده‌است.